# Bélajablánc
Bélajablánc (korábban Jablanica, románul Iablanița) falu Romániában, a Bánságban, Krassó-Szörény megyében.

## Fekvése
Orsovától, Mehádiától és Herkulesfürdőtől északnyugatra, Petnek délkeleti szomszédjában fekvő település.

## Története
Nevét 1402-ben Jabolchina alakban említette először oklevél. Ekkor Jabolchina és Zalyn helységről Csáky Miklós temesi főispán előtt egyezség jött létre, mely szerint mind a két helység a Temeselyi családnak jutott. 1428-1484 között Jabolchyna, Jabelchna, Yabelchna in districtu Myhald, 1439-ben Jablanc, 1500-ban Jablanowo, 1501-ben Jablanicza, 1690-1700 között Jabalnicza, 1808-ban  Jablonicza, 1873-ban Jablanica, 1910-ben Bélajabláncz néven írták.
1447-ben Hunyadi János Temeselyi Désnek és Lászlónak új adományt adott a niiháldi kerületben fekvő Yabelchna Temesely, Terregova, Alsó-Hideg, Zalyu, és más részbirtokára. 1484-ben Mátyás király Gerlistyei Jakabnak új adományt ad a halraosi kerületben fekvő  Jalsanycza, Rudaria, Prilipecz és más falvakra, a beiktatást az aradi káptalan végezte.
1547-ben Izabella királyné jablaniczai Sebessy Mihályt hűségéért és hadi érdemeiért, Lablanycza és más falvak részbirtokával jutalmazta, melyek előtte Sebessy Mihály birtokai voltak, de tőle hűtlensége miatt a királyné elvette, de Sebessy Mihály később visszaszerezte .
1717-ben a település az orsovai kerülethez tartozott, és 80 házból állt. Az 1769-ben alakult zsupaneki zászlóalj oláh-bánsági zászlóaljá szervezése után 1774-ben Jablaniczát is hozzácsatolták több krajnavidéki faluval együtt, és annak pettniki századához tartozott.
1910-ben 1953 lakosából 1864 román, 46 magyar, 17 német volt. Ebből 1885 görögkeleti ortodox, 43 római katolikus volt.
A trianoni békeszerződés előtt Krassó-Szörény vármegye Orsovai járásához tartozott.
A 2002-es népszámláláskor 935 lakosa közül 918 fő (98,2%) román, 16 (1,7%) cigány etnikumú, 1 fő (0,1%) ismeretlen nemzetiségű volt.

## Nevezetességek
- 1825-ben épült, Keresztelő Szent János nevét viselő temploma a romániai műemlékek jegyzékében a CS-II-m-B-11122 sorszámon szerepel.[2]